# Langage TriG.
 (septembre 2022).
Sa qualité peut être largement améliorée en utilisant un vocabulaire plus directement compréhensible.
 (septembre 2022).
La mise en forme du texte ne suit pas les recommandations de Wikipédia : il faut le « wikifier ».
Les points d'amélioration suivants sont les cas les plus fréquents :
- Les titres sont pré-formatés par le logiciel. Ils ne sont ni en capitales, ni en gras.
- Le texte ne doit pas être écrit en capitales (les noms de famille non plus), ni en gras, ni en italique, ni en « petit »…
- Le gras n'est utilisé que pour surligner le titre de l'article dans l'introduction, une seule fois.
- L'italique est rarement utilisé : mots en langue étrangère, titres d'œuvres, noms de bateaux, etc.
- Les citations ne sont pas en italique mais en corps de texte normal. Elles sont entourées par des guillemets français : « et ».
- Les listes à puces sont à éviter, des paragraphes rédigés étant largement préférés. Les tableaux sont à réserver à la présentation de données structurées (résultats, etc.).
- Les appels de note de bas de page (petits chiffres en exposant, introduits par l'outil «  Source ») sont à placer entre la fin de phrase et le point final[comme ça].
- Les liens internes (vers d'autres articles de Wikipédia) sont à choisir avec parcimonie. Créez des liens vers des articles approfondissant le sujet. Les termes génériques sans rapport avec le sujet sont à éviter, ainsi que les répétitions de liens vers un même terme.
- Les liens externes sont à placer uniquement dans une section « Liens externes », à la fin de l'article. Ces liens sont à choisir avec parcimonie suivant les règles définies. Si un lien sert de source à l'article, son insertion dans le texte est à faire par les notes de bas de page.
- La présentation des références doit suivre les conventions bibliographiques. Il est recommandé d'utiliser les modèles {{Ouvrage}}, {{Chapitre}}, {{Article}}, {{Lien web}} et/ou {{Bibliographie}}. Le mode d'édition visuel peut mettre en forme automatiquement les références.
- Insérer une infobox (cadre d'informations à droite) n'est pas obligatoire pour parachever la mise en page.

Pour une aide détaillée, merci de consulter Aide:Wikification.
Si vous pensez que ces points ont été résolus, vous pouvez retirer ce bandeau et améliorer la mise en forme d'un autre article.
TriG est un format de sérialisation pour les graphes Resource Description Framework (RDF). Il s'agit d'un format de texte brut pour la sérialisation de graphes nommés et d'ensembles de données RDF qui offre une alternative compacte et lisible à la syntaxe TriX basée sur XML.

## Exemple
Cet exemple encode trois graphes nommés interconnectés :
- http://www.example.org/exampleDocument#G1

- http://www.example.org/exampleDocument#G2

- http://www.example.org/exampleDocument#G3

```
 
@prefix
 
rdf:
 
<http://www.w3.org/1999/02/22-rdf-syntax-ns#>
 
.

 
@prefix
 
xsd:
 
<http://www.w3.org/2001/XMLSchema#>
 
.

 
@prefix
 
swp:
 
<http://www.w3.org/2004/03/trix/swp-1/>
 
.

 
@prefix
 
dc:
 
<http://purl.org/dc/elements/1.1/>
 
.

 
@prefix
 
ex:
 
<http://www.example.org/vocabulary#>
 
.

 
@prefix
 
:
 
<http://www.example.org/exampleDocument#>
 
.

 
 
:
G1
 
{
 
:
Monica
 
ex
:
name
 
"Monica Murphy"
 
.
      
       
:
Monica
 
ex
:
homepage
 
<http://www.monicamurphy.org>
 
.

       
:
Monica
 
ex
:
email
 
<mailto:monica@monicamurphy.org>
 
.

       
:
Monica
 
ex
:
hasSkill
 
ex
:
Management
 
}

 
 
:
G2
 
{
 
:
Monica
 
rdf
:
type
 
ex
:
Person
 
.

       
:
Monica
 
ex
:
hasSkill
 
ex
:
Programming
 
}

 
 
:
G3
 
{
 
:
G1
 
swp
:
assertedBy
 
_
:
w1
 
.

       
_
:
w1
 
swp
:
authority
 
:
Chris
 
.

       
_
:
w1
 
dc
:
date
 
"2003-10-02"
^^
xsd
:
date
 
.
   
       
:
G2
 
swp
:
quotedBy
 
_
:
w2
 
.

       
:
G3
 
swp
:
assertedBy
 
_
:
w2
 
.

       
_
:
w2
 
dc
:
date
 
"2003-09-03"
^^
xsd
:
date
 
.

       
_
:
w2
 
swp
:
authority
 
:
Chris
 
.

       
:
Chris
 
rdf
:
type
 
ex
:
Person
 
.

       
:
Chris
 
ex
:
email
 
<mailto:chris@bizer.de>
 
}

```